# 永瀨安奈
永瀨安奈（日语：／ Nagase Anna，2005年3月31日—）是日本女性聲優，81 Produce所屬。

## 經歷
主要參演動畫、外語節目配音等，首次參演主要角色是《夏日時光》的小舟潮（女主角）。

## 人物
愛讀書，喜歡小孩子的冒險故事，小學六年級時就讀完了江戶川亂步的《少年偵探團》系列。
在出演《夏日時光》的小舟潮時需要使用和歌山方言，而永瀨是東京出身，故在錄音時曾向共演的和歌山縣聲優白砂沙帆、小西克幸等人請教；還曾在家裡穿著學校泳裝讓自己與小舟潮產生更多共感。

## 出演作品
※粗體字為主要角色

### 電視動畫
2021年
- BACK ARROW（湯姆[4]）
- 影宅
- BORUTO-火影新世代-NARUTO NEXT GENERATIONS-（小孩）
- BUILD DIVIDE -#000000-（偶像）

2022年
- 夏日時光（小舟潮[5]）
- 幽零幻鏡（駭克[6]）
- 青之蘆葦（少年生）
- 孤獨搖滾！（採訪者、客人）
- 給不滅的你 Season2（男孩子）

2023年
- 給不滅的你 Season2（少女、少女的母親）
- 再得一勝！（姬野紬[7]）
- 大雪海的卡納（盜賊團少年）
- 百萬噸級武藏（淺海未來）
- 藍色管弦樂（女學生、國中同學、管弦樂社員）
- 和山田談場Lv999的戀愛（學生）
- 咒術迴戰 第2期（天內理子[8]）
- 不死少女的謀殺鬧劇（露易絲[9]）

2024年
- 婚戒物語（佐藤〈幼少期〉）
- 公主殿下，「拷問」的時間到了（陽鬼[10]）
- BUCCHIGIRI?!（神真幌[11]）
- 反派千金等級99～我是隱藏頭目但不是魔王～（女學生）
- 戰國妖狐（迅火〈幼少期〉）
- 我內心的糟糕念頭 第2期（三田）
- 關於我轉生變成史萊姆這檔事 第3期（哥布亞）
- 異世界自殺突擊隊（哈莉·奎茵[12]）
- 多數欠（藤代紗綾[13]）
- 失憶投捕（幼年要圭）
- 菇狗（駒子[14]）
- 青春之箱（船見渚[15]）

2025年
- 全修。（広瀬ナツ子[16]）
- 瞬間治癒卻被當成廢物踢出隊伍的天才治療師，改當無照治療師快樂過活（索菲亞[17]）
- 小市民系列（里村）
- MIRU 我的未來（馬利歐〈幼少期〉[18]）
- 陰陽迴天 Re:Birth Verse（由羅[19]）
- 銀河特快車 Milky☆Subway（真希奈[20]）
- 費馬的料理（魚見亞由[21]）
- SANDA 變身聖誕老人（小野一會[22]）

2026年
- 公主殿下，「拷問」的時間到了（第2期）（陽鬼[23]）
- 朱音落語（櫻咲朱音[24]）

### 網路動畫
2021年
- 爆丸 裝甲聯盟（オリバー）

2022年
- 電馭叛客：邊緣行者（拳擊手、伊莎貝拉）

2025年
- Yu-Gi-Oh! CARD GAME THE CHRONICLES（閃刀姬-零依）[25]
- 章魚嗶的原罪（東直樹[26]）

### 遊戲
2023年
- 夏日時光 Another Horizon（小舟潮[27]）

2024年
- 鳴潮（熾霞）

2025年
- 空之軌跡 the 1st（喬絲特·卡普亞）
- 無期迷途（格芮芙）

### 外語節目配音
2021年
- 叢林奇航（少女遊客）

### 有聲書
2022年
- （一色）

### 廣播節目
- 夏日時光Radio（2022年、超!A&G+※）

## 外部連結
- 81 Produce公式官網的聲優簡介 （页面存档备份，存于）
- 永瀨安奈的X（前Twitter）